# François Lacombe (Romanist)
François Lacombe  (* 10. September 1726 in Avignon; † 1795 in Paris) war ein französischer Romanist und Lexikograf.

## Leben und Werk
Lacombe tat sich vor allem als früher Lexikograf des Altfranzösischen hervor, dem er das Altprovenzalische hinzufügte, wie auch eine kurze Sprachgeschichte entsprechend dem Kenntnisstand seiner Zeit, beides im Kontakt mit Jean-Baptiste de La Curne de Sainte-Palaye.

## Werke
- Dictionnaire du vieux langage françois, enrichi de passages tirés des manuscrits en vers & en prose, des actes publics, des ordonnances de nos Rois, & c. Ouvrage utile aux legistes, notaires, archivistes, généalogistes, & c. Propre à donner une idée du génie, des moeurs de chaque siecle, & de la tournure d’esprit des auteurs; & nécessaire pour l’intelligence des loix d’Angleterre, publiées en françois depuis Guillaume le Conquérant, jusqu’à Edouard III. Dédié à Mgr. le Duc d’Aiguillon. Par M. Lacombe / A Paris: Chez Panckoucke, 1766 (8+498 Seiten,  u. d. T. Dictionnaire de la langue romane ou du vieux langage français, Paris, Saillant, 1768, 54+498 Seiten)

- Dictionnaire du vieux langage françois. Contenant aussi la langue romance ou provençale et la normande, du neuvième au quinzième siècle. Avec un coup d’oeil sur l’origine, sur les progrès de la langue & de la poésie françoise, des fragmens des troubadours & des autres poëtes, depuis Charlemagne jusques à François I. Supplément. Dédié à la ville d’Avignon / par M. Lacombe / A Paris: chez Nicolas Augustin Delalain, 1767 (72+560 Seiten)